# Liste der Kulturdenkmäler in Burg (Mosel)
In der Liste der Kulturdenkmäler in Burg (Mosel) sind alle Kulturdenkmäler der rheinland-pfälzischen Ortsgemeinde Burg (Mosel) aufgeführt. Grundlage ist die Denkmalliste des Landes Rheinland-Pfalz (Stand: 10. August 2023).

## Einzeldenkmäler
| Bezeichnung                          | Lage                                          | Baujahr                  | Beschreibung | Bild            |
| ------------------------------------ | --------------------------------------------- | ------------------------ | --- | --------------- |
| Wohnhaus                             | Enkircher Weg 1 Lage                          |                          | Wohnhaus, teilweise verschiefert | BW              |
| Wohnhaus                             | Im Kreuzgarten 2 Lage                         | 15. Jahrhundert          | Fachwerkhaus, teilweise massiv oder verputzt, im Kern aus dem 15. Jahrhundert | BW              |
| Katholische Pfarrkirche St. Briktius | Kirchstraße 7 Lage                            | 1824–27                  | Westturm im Kern romanisch; neuromanischer Saalbau, 1824–27, Architekt Johann Heinrich, Pommern, unter Mitwirkung von Ferdinand Nebel, Koblenz, einbezogen in den Neubau, 1969/70; steinernes Kruzifix, erste Hälfte des 16. Jahrhunderts | BW              |
| Wohnhaus                             | Kur-Trierer-Straße 10 Lage                    | 1880                     | schmaler Putzbau, teilweise Fachwerk, bezeichnet 1880 | BW              |
| Wohnhaus                             | Kur-Trierer-Straße 22 Lage                    | 16. oder 17. Jahrhundert | Fachwerkhaus, teilweise massiv, verputzt, wohl aus dem 16. oder 17. Jahrhundert | BW              |
| Pauli-Haus                           | Mettlacher-Hof-Straße 2 Lage                  | 1661                     | Winzerhof; malerisch verschachtelter Baukomplex aus drei Fachwerkhäusern, im Kern von 1661 | Fotos hochladen |
| Wohnhaus                             | Mettlacher-Hof-Straße 3 Lage                  | 17. Jahrhundert          | Massivbau, teilweise mit Zierfachwerk oder verschiefert, 17. Jahrhundert | BW              |
| Mettlacher Hof                       | Mettlacher-Hof-Straße 12 Lage                 | 1724                     | ehemaliger Mettlacher Hof, später Pfarrhaus; stattlicher Mansardwalmdachbau, angeblich von 1724 | BW              |
| Sängerheim                           | Moselstraße 5 Lage                            | 1924                     | eingeschossiger Bau, Reformarchitektur, bezeichnet 1924 | BW              |
| Haus Horst                           | südlich des Ortes oberhalb der Weinberge Lage | um 1910/20               | ehemals Villa Landrat Dr. von Stein, um 1910/20; repräsentativer neubarocker Putzbau mit Rundtürmen; Gartenanlage, neubarockes Pförtnerhaus                                                                                               | BW              |